# Wesmaelius helveticus
Wesmaelius helveticus är en insektsart som först beskrevs av H. Aspöck och U. Aspöck 1964.  Wesmaelius helveticus ingår i släktet Wesmaelius och familjen florsländor. Inga underarter finns listade i Catalogue of Life.